# Native Dancer
| Críticas profissionais | Críticas profissionais |
| Avaliações da crítica  | Avaliações da crítica  |
| Fonte                  | Avaliação              |
| ---------------------- | ---------------------- |
| Allmusic               | [ 1 ]                  |

Native Dancer é o 15º álbum  de Wayne Shorter feito em parceria com o músico brasileiro Milton Nascimento, com algumas de suas composições mais aclamadas, incluindo "Ponta de Areia" e "Milagre dos Peixes". É notável a junção de jazz rock e elementos do funk, além de ritmos regionais e influência brasileira, em uma tentativa de criar uma música "global" acessível a partir de muitas perspectivas. Muitos músicos americanos foram influenciados por este álbum, incluindo Esperanza Spalding  e Maurice White do Earth, Wind & Fire, que regravou "Ponta de Areia" em seu álbum All 'N All, sucesso de 1977.

## Faixas
- Todas as faixas foram compostas por Wayne Shorter, exceto onde indicado.

1. "Ponta de Areia" (Milton Nascimento, Fernando Brant) - 5:18
2. "Beauty and the Beast"- 5:04
3. "Tarde" (Milton Nascimento, Márcio Borges) - 5:49
4. "Miracle of the Fishes" (Nascimento, Brant) - 4:48
5. "Diana" - 3:04
6. "From the Lonely Afternoons" (Nascimento, Brant) - 3:15
7. "Ana Maria" - 5:10
8. "Lilia" (Nascimento) - 7:03
9. "Joanna's Theme" (Herbie Hancock) - 4:17

## Integrantes
- Wayne Shorter - Saxofone
- Milton Nascimento - Guitarra, Voz
- David Amaro - Guitarra
- Jay Graydon - Guitarra
- Herbie Hancock - Piano, Teclados
- Wagner Tiso - Órgão, Piano
- Dave McDaniel - Baixo
- Robertinho Silva - Bateria
- Airto Moreira - Percussão